# Strada statale 202 dir Triestina
La strada statale 202 dir Triestina (SS 202 dir), già parte della strada statale 202 Triestina (SS 202) e successivamente nuova strada ANAS 314 Raccordo con la SS 202 (NSA 314), è una strada statale italiana che si sviluppa nel comune di Trieste.
Si tratta dell'odierna classificazione (risalente al 2012) di un tratto dello storico tracciato della SS 202 declassificato nel 2008 a seguito della realizzazione del terzo lotto della Grande Viabilità Triestina e provvisoriamente classificato come nuova strada ANAS 314 Raccordo con la SS 202 (NSA 314) nel 2010.
Rimane traccia dell'origine della infrastruttura nella stessa chilometrica, che va dal km 4,000 al km 7,450, ereditata dalla SS 202, infatti sono tuttora presenti i segnali con la progressiva chilometrica che indica la SS 202.

## Tabella percorso
| Triestina |                                                                                |      |           |
| Tipo      | Indicazione                                                                    | ↓km↓ | Provincia |
|           | Via Flavia Triestina                                                           | 4,0  | TS        |
|           | Cattinara                                                                      | 4,8  | TS        |
|           | della Venezia Giulia                                                           | 5,6  | TS        |
|           | Sistiana-Padriciano Sistiana-Rabuiese (Tronco Padriciano-Cattinara) Padriciano | 7,5  | TS        |